# Кузурово (Верхнекетский район)
Кузу́рово (ранее — Кызу́рово) — упразднённый населённый пункт в Верхнекетском районе Томской области России. Возник как поселение селькупов, проживали литовцы.

## География
Располагался на правом берегу Кети в устье реки Кузуровой.

## История
Исторический населённый пункт южных селькупов (группа сюссыкум) — юрты Кузуровы. Название происходит от южноселькупского кӱ́зур, кӱжэре́ – курья, затопленный луг, мелкое место. Коренные жители — селькупы Кузуровы. В 1897 г.: 2 хозяйства – 3 чел. Поселение входило в Киргеевскую инородческую волость.
В октябре 1951 года в деревню прибыли 300 литовцев. Проживало 24 семьи, 109 человек, 84 из них дети, которые занимались разведением лошадей и заготовкой кормов. Начали возвращаться в Литву в 1957 году. За время проживания литовцев там скончалось 13 литовцев. В память о них в 1954 году на местном кладбище возвели деревянный крест. В 1990 году бывшие поселенцы из Каунаса прибыли в эти места в составе экспедиции и перевезли останки восьми человек в Литву.

## В селькупском фольклоре
У нас в Тайне есть недалеко юрты Кызуровы, за рекой. Народу там много было. Один человек женился на лесной лешачке. Лесная лешачка по виду такая же баба, только у неё нет бровей. Когда поженились, лесная лешачка мужику говорит: «При народе со мной не говори ни одного слова. Потом, через три года, я буду разговаривать с кем угодно». А народ ихний говорит: «Какую жену себе взял, как немая... Как бы от неё слова добиться?» Подговорили они мужика и пошли все к ним домой. Она стряпала, жир топила в летнее время. Варит она в большом котле и мешает большой ложкой. У них делались большие деревянные ложки (круглые) рыбу мешать. Мужик взял ложку и спрятал. Надо ей в котле помешать, хватилась — нет ложки. Все ждали, что она сейчас спросит: «Где ложка?» А она правый рукав засучила, рукой в котел залезла, кипяток стала рукой мешать. Потом обтёрла руку левой, как ни в чём ни бывало. Стала говорить: «Плохо ты сделал, пусть бы я немая была. Так смотри, раз не сумел со мной жить, так живи один. Раз добились слова, то больше не увидите меня. Я хотела большой народ по Кети пустить, а теперь пусть все исчезнут». Как стояла — так исчезла. Через одно поколение никого прежних в Кызурово не стало. Она вверх по Кети куда-то ушла.Записано Галиной Ивановной Пелих летом 1951 г. со слов селькупа Сербина Василия Филимоновича из юрт Тайных, на Кети